# هنک آرون
هنک آرون (انگلیسی: Hank Aaron؛ ۵ فوریه ۱۹۳۴ – ۲۲ ژانویه ۲۰۲۱) یک بازیکن بیس‌بال اهل ایالات متحده آمریکا بود.

## زندگی شخصی و مرگ

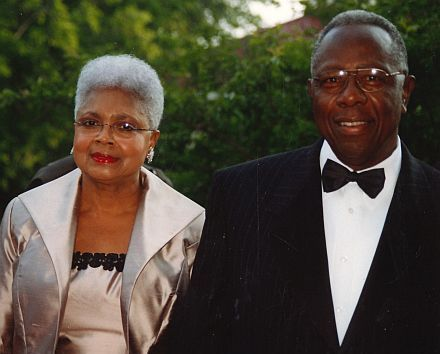
هنک آرون در کنار همسرش

در ۱۹۵۳ آرون با باربارا لوکاس ازدواج کرد. آنها صاحب پنج فرزند شدند: گری، لاری، دوریندا، گای و هانک جونیور. او در ۱۹۷۱از باربارا جدا شد و در ۱۳ نوامبر ۱۹۷۳ با بیلی سوبر ویلیامز ازدواج کرد. با همسر دوم خود، صاحب یک کودک به نام سسی شد.
آرون کاتولیک بود، در ۱۹۵۹با خانواده اش تغییر مذهب داد. او و همسرش پس از تولد اولین فرزندشان که بلافاصله وی را غسل تعمید دادند، به مذهب علاقه‌مند شد. دوستی با کشیش کاتولیک بعداً کمک کرد تا هنک و همسرش به آئین خود بازگردند. مشهور بود که آرون مرتباً کتاب مربوط به قرن پانزدهم که تقلید از مسیح بود را می‌خواند و آن را در کمد خود نگه می‌داشت.
آرون یکی از طرفداران دیرینه تیم‌های کلیولند براون بود که با لباس مبدل ذخیره «داگ پاند» خود در بسیاری از بازی‌ها شرکت می‌کرد.
آرون در منطقه آتلانتا زندگی می‌کرد. در ژوئیه ۲۰۱۳، رسانه‌ها گزارش دادند که خانه وی سرقت شده‌است. جواهرات و دو دستگاه خودروی بی ام و وی به سرقت رفته‌است. بعداً اتومبیل‌ها بازیابی شدند.
آرون در ۵ ژانویه ۲۰۲۱ واکسیناسیون کووید ۱۹ را به صورت عمومی دریافت کرد.
آرون در ۲۲ ژانویه ۲۰۲۱، در سن ۸۶ سالگی، در آتلانتا هنگام خواب درگذشت.